# 임성우
임성우(1968년 6월 2일 ~)는 빙그레 이글스에서 뛰었던 전 야구 선수다.

## 출신 학교
- 세광고등학교
- 동국대학교

## 같이 보기
- 빙그레 이글스 연도별 선수 명단